# Leurohippus
Leurohippus is een geslacht van rechtvleugeligen uit de familie veldsprinkhanen (Acrididae). De wetenschappelijke naam van dit geslacht is voor het eerst geldig gepubliceerd in 1940 door Uvarov.

## Soorten
Het geslacht Leurohippus  is monotypisch en omvat slechts de volgende soort:
- Leurohippus linearis (Rehn, 1906)